# Sporthallen, Malmberget
Sporthallen är en sport- och evenemangsarena i på Järnvägsgatan Malmberget i Gällivare kommun. Sporthallen invigdes 1959 och var den första sporthallen i Norrbottens län. Sporthallen håller sedan 2023 på att rivas i samband med samhällsomvandlingen i Malmberget .  Sporthallen kommer att ersättas av Multiaktivitetshuset i Gällivare.

## Konstruktion
Sporthallen är belägen på Järnvägsgatan mittemot Nordan, tidigare Folkets hus. Huset ritades av Jan Thurfjells arkitektbyrå och invigdes 1959. 1968 uppförde samma arkitektbyrå ett badhus i anslutning till Sporthallen och 1983 sammanslöts byggnaderna av en gemensam entré som är belägen på östra långsidan och västra gaveln. Den nya entrén är belägen i förbindelsebyggnaden mellan Sporthallen och badhuset i hörnet mellan Sporthallens östra gavel och norra långsidan.
Fastigheten är uppförd i vit betongelement och fasaden pryds av nio strävpelare. Mellan varje strävpelare finns två aluminiumfönster. På ena långsidan är en fönstergrupp utbytt mot en dörr. I västra gaveln, som vetter mot Svanparken, finns ytterligare en dörr med en trappsats. Den norra långsidan vetter mot badhusets utomhusbassäng.
I samband med att förbindelsebyggnaden uppfördes revs en inglasad nedfart till garaget. 1976 gjordes en större ombyggnation och ett stort tegelskorsten togs bort. I och med en ombyggnation 1979–1980 flyttades bowlinghallen till badhuset och byggnadens alla trädörrar byttes ut mot aluminiumdörrar. På den övre entréhallen finns ett kafé och de gamla biljettkassorna. Från entrén finns trappor upp till A-hallens läktare samt till ett konferensrum som uppfördes 1987. Från konferensrummet finns fönster mot A-hallen. I undre källarplan finns C-hallen, styrketräningslokal och en bowlinghall med nio banor. På övre källarplan finns förbindelsebyggnadens entré samt B-hallen. I förbindelsebyggnadens trapphus finns konstverk av Bertil Sundstedt.
A-hallen är 42x21 meter, har en takhöjd på 10, 7 meter och har publikkapacitet för 1700 personer. B-hallen är 24,4x12 meter och har en takhöjd på 3,65 meter. C-hallen är 24,2x13,3 meter och har en takhöjd på 6 meter. Konferenslokalen har 35 bordsplatser. Byggnaden har även en skyttehall för luftvapen och bågskytte.